# Guerville (Sekwana Nadmorska)
Guerville – miejscowość i gmina we Francji, w regionie Normandia, w departamencie Sekwana Nadmorska.
Według danych na rok 1990 gminę zamieszkiwały 443 osoby, a gęstość zaludnienia wynosiła 36 osób/km² (wśród 1421 gmin Górnej Normandii Guerville plasuje się na 497. miejscu pod względem liczby ludności, natomiast pod względem powierzchni na miejscu 232.).